# Geonoma undata
Geonoma undata es una especie perteneciente a la familia de las arecáceas.

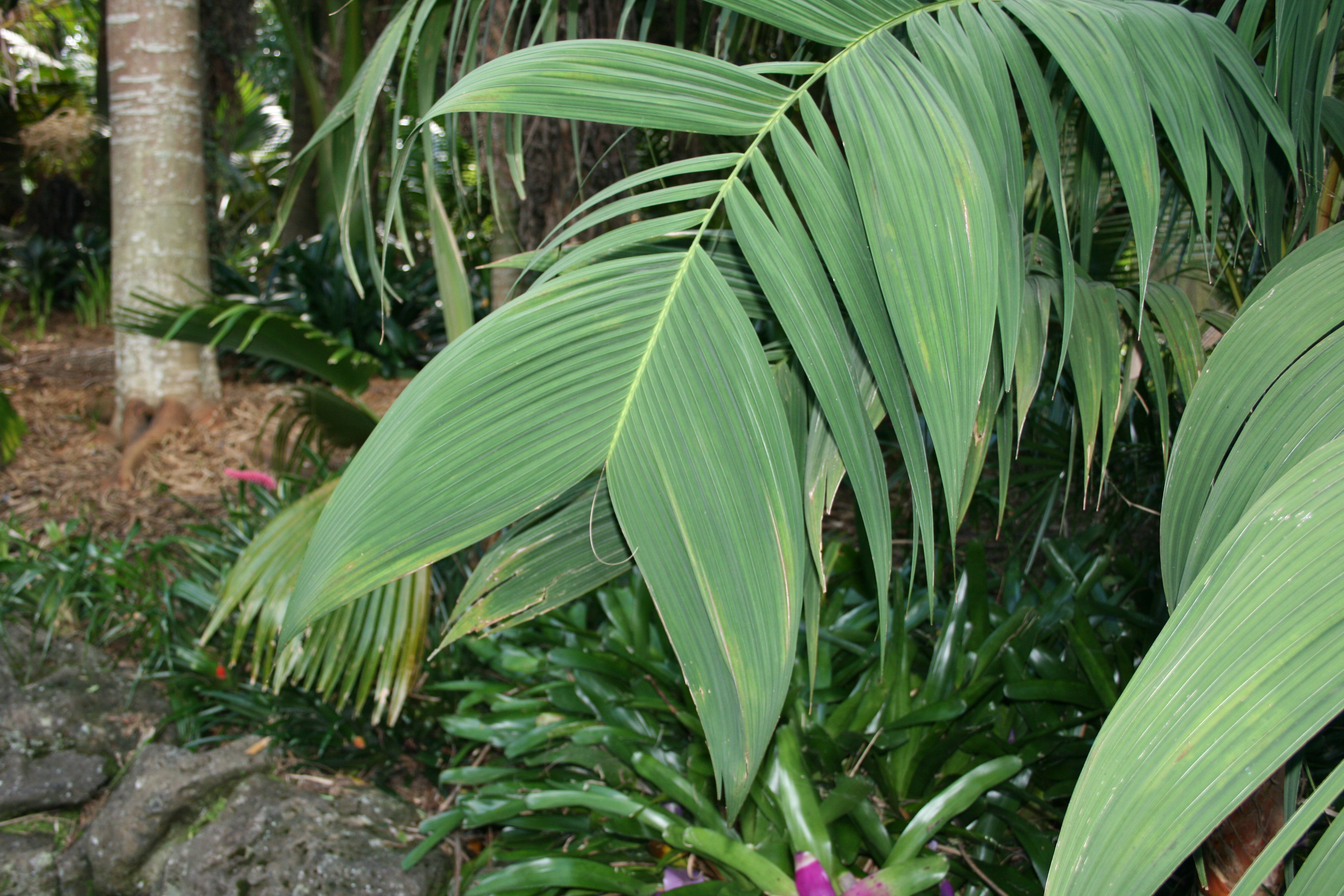
Hojas

## Descripción
Estípite simple, recto, con nudos y entrenudos, anillado, marrón claro, de hasta 10 m de altura y 10 cm de media de diámetro. Hojas pinnadas, con folíolos numerosos, variables, estrechos, lineares y largos, algunos péndulos e insertados en planos diferentes, dando a la hoja el aspecto de plumosa y rizada. Inflorescencia por debajo de las hojas, ramificada, rojo-anaranjada en la fructificación. Frutos ovoides, negros. Fructificación moderada durante el verano.

## Distribución y hábitat
Antillas Menores, Guatemala, Belice, Honduras, Nicaragua, Ecuador, Perú y Bolivia, en selvas de altura. Habita en ambientes de media sombra.

## Importancia económica y cultural
Usos
Apenas cultivada en colecciones botánicas. Las características ornamentales se deben al aspecto variable de la planta. El estipe es utilizado para mangos de herramientas y las hojas para cubrir construcciones diversas en la región de origen. Adecuada para parques y jardines aisladamente o en grupos, para regiones subtropicales, en ambientes de media sombra. Se multiplica por semillas cuya siembre debe ser hecha bajo protección mateniendo siempre el sustrato humedecido.

## Taxonomía
Geonoma undata fue descrita por Klotzsch y publicado en Linnaea 20: 452–453. 1847. Cuenta con 10 subespecies, y es la segunda especie más compleja del género.
Etimología
Geonoma: nombre genérico que deriva del griego y significa "colonos", probablemente refiriéndose a la agrupación, como forma de hábito de muchas especies.
undata: epíteto latino que significa "con el borde ondulado".
Sinonimia
- Geonoma dussiana Becc.
- G. helminthoclada Burret
- G.. hodgeorum L.H.Bailey
- G. macroclada Burret
- G. macrosiphon Burret
- G. margaritoides Burret
- G. molinae Glassman
- G. pachyclada Burret
- G. polyneura Burret
- G. seleri Burret[8][9]